# Guadalupe Marín
Guadalupe Marín Preciado "Lupe Marín" (Ciudad Guzmán, Jalisco, 16 de octubre de 1893 - 16 de septiembre de 1981) fue una modelo y novelista mexicana.

## Biografía
María Guadalupe (Lupe) Marín nació en Ciudad Guzmán, Jalisco, el 16 de octubre de 1895. Séptima hija del matrimonio formado por Francisco Marín Palomino, de profesión rebocero, e Isabel Preciado Cárdenas. Cuando contaba tan sólo ocho años de edad (1903), su familia se trasladó de Zapotlán hacia Guadalajara en busca de un remedio eficaz para la estrechez económica de su familia. Su primaria la realizó en el Colegio Jerezano de Guanajuato, que era un importante internado de monjas de la época.[cita requerida]
Diego Rivera, ya famoso como pintor, quien se había radicando en Europa por no estar de acuerdo con las ideologías del México de la época, regresa a su país en 1921, llamado por el presidente Álvaro Obregón, bajo el impulso del entonces secretario de Educación Pública, José Vasconcelos. Mientras elaboraba el mural conoció a Marín a través de Julio Torri.[cita requerida]
Diego Rivera y Guadalupe Marín se casaron el 20 de julio de 1922 en el templo de San Miguel Arcángel ubicado en la calle de San Jerónimo en la Ciudad de Guadalajara. Fueron padres de dos hijas: la doctora en historia Guadalupe Rivera Marín (1924) y la arquitecta Ruth Rivera Marín (1926).
En el mural La creación (1922), de Rivera, sirvió de modelo para la Justicia y la Mujer; en el de mural en Chapingo modeló desnuda estando embarazada, para representar a la "tierra fecunda". Además de modelo de varias de las obras de Rivera, fue modelo de Rosario Cabrera, Frida Kahlo y de Juan Soriano.
Diego y Lupe se separaron, terminaron su relación debido a las constantes infidelidades del pintor con la fotógrafa Tina Modotti y con otras mujeres. Antes de que Diego se fuera a Rusia, en 1928, para asistir a la celebración de los 10 años de la “Revolución de Octubre” el matrimonio ya estaba disuelto.[cita requerida]
Contrajo un segundo matrimonio con el químico y poeta Jorge Cuesta, que también terminó en divorcio.

## Obras
Fue autora de dos novelas en 1938 La Única semi-autobiográfica y Un día patrio en 1941. En 2003 ella y su novela fueron citadas en el libro de Salvador Oropeza sobre el grupo los Contemporáneos como una feminista notable en el México post-revolucionario.[cita requerida]

## Marín en la ficción
Lupe Marín es la antiheroína de la novela Dos veces única de Elena Poniatowska.